# Olympische Winterspiele 1992/Eishockey
Die Olympischen Winterspiele 1992 fanden in Albertville in Frankreich statt. Das olympische Eishockeyturnier wurde dabei in der Zeit vom 8. bis 23. Februar ausgetragen. Zwölf Mannschaften nahmen an diesem Turnier teil. Spielort für alle Begegnungen war der Palais de Glaces Méribel. Olympiasieger wurde das Vereinte Team, das im ersten olympischen Eishockeyfinale seit 1920 Kanada mit 3:1 besiegte. Für das Sowjetische/Vereinte Team war es der insgesamt achte Olympiasieg, für Kanada die erste olympische Medaille seit 1968.

## Teilnehmer
Teilnahmeberechtigt waren neben dem Gastgeber Frankreich die acht Mannschaften der A-Gruppe der Eishockey-Weltmeisterschaft 1991, sowie die beiden besten Teams der B-Gruppe. Der letzte Platz wurde in einer Qualifikation zwischen dem B-Gruppen-Vierten (Frankreich als B-Gruppen-Dritter war als Gastgeber qualifiziert) und dem C-Gruppensieger ausgespielt.
Das Olympiaturnier wurde zudem von den politischen Ereignissen dieser Zeit beeinflusst. So nahm an dem Turnier eine Mannschaft teil, deren Staat gar nicht mehr existierte. Im Laufe des Jahres 1991 kam es zum Zerfall der Sowjetunion in 15 Teilstaaten. Zunächst hatten sich die Baltischen Staaten abgelöst, dann brach im Herbst die restliche UdSSR quasi über Nacht in ihre Teilrepubliken auseinander, wobei die 12 neuen Staaten sich zu einem lockeren Bund, der Gemeinschaft Unabhängiger Staaten (GUS, engl. CIS), zusammenschlossen. Da die neuen Staaten so schnell keine eigenen Olympiamannschaften aufstellen konnten, startete bei der Winterolympiade das vorgesehene sowjetische Team unter der Bezeichnung "Vereintes Team". Dies galt natürlich auch für das olympische Eishockeyturnier.

## Modusänderungen
Das Olympiaturnier brachte einige Neuerungen. So durften erstmals an einem Olympiaturnier ohne Beschränkungen Profispieler eingesetzt werden. Zudem wurde der Austragungsmodus erneut geändert. Es gab im Vergleich zum vorangegangenen Olympiaturnier keine Finalrunde mehr, sondern die besten vier Mannschaften jeder Gruppe erreichten das Viertelfinale und spielten dann im K.-o.-System die Medaillen und den Olympiasieger aus. Zudem bestritten die Fünft- und Sechstplatzierten der Vorrunde, sowie die im Viertelfinale ausgeschiedenen Mannschaften Platzierungsspiele.

## Qualifikation zum olympischen Eishockeyturnier
| 14. April 1991 | Dänemark | 4:6 (0:5, 2:1, 2:0) | Polen | Kopenhagen |

| 16. April 1991 | Polen | 9:5 (4:2, 2:2, 3:1) | Dänemark | Oświęcim |

Damit war Polen für das olympische Turnier qualifiziert.

## Olympisches Eishockeyturnier

### Vorrunde

#### Gruppe A
| 9. Februar 1992 | Schweden | 7:2 (2:1, 3:0, 2:1) | Polen | Palais de Glaces, Méribel |

| 9. Februar 1992 | Finnland | 5:1 (1:0, 2:0, 2:1) | Deutschland | Palais de Glaces, Méribel |

| 9. Februar 1992 | USA | 6:3 (2:1, 0:2, 4:0) | Italien | Palais de Glaces, Méribel |

| 11. Februar 1992 | Finnland | 9:1 (4:0, 1:0, 4:1) | Polen | Palais de Glaces, Méribel |

| 11. Februar 1992 | USA | 2:0 (0:0, 1:0, 1:0) | Deutschland | Palais de Glaces, Méribel |

| 11. Februar 1992 | Schweden | 7:3 (2:0, 4:1, 1:2) | Italien | Palais de Glaces, Méribel |

| 13. Februar 1992 | Italien | 7:1 (5:1, 1:0, 1:0) | Polen | Palais de Glaces, Méribel |

| 13. Februar 1992 | USA | 4:1 (1:0, 1:1, 2:0) | Finnland | Palais de Glaces, Méribel |

| 13. Februar 1992 | Schweden | 3:1 (3:1, 0:0, 0:0) | Deutschland | Palais de Glaces, Méribel |

| 15. Februar 1992 | Deutschland | 5:2 (2:0, 0:2, 3:0) | Italien | Palais de Glaces, Méribel |

| 15. Februar 1992 | Schweden | 2:2 (1:0, 0:1, 1:1) | Finnland | Palais de Glaces, Méribel |

| 15. Februar 1992 | USA | 3:0 (0:0, 2:0, 1:0) | Polen | Palais de Glaces, Méribel |

| 17. Februar 1992 | Deutschland | 4:0 (1:0, 1:0, 2:0) | Polen | Palais de Glaces, Méribel |

| 17. Februar 1992 | Finnland | 5:3 (3:0, 0:1, 2:2) | Italien | Palais de Glaces, Méribel |

| 17. Februar 1992 | Schweden | 3:3 (0:1, 0:1, 3:1) | USA | Palais de Glaces, Méribel |

Abschlusstabelle
| Pl | Mannschaft         | Sp | S | U | N | Tore  | Diff | Pkt.  |
| -- | ------------------ | -- | - | - | - | ----- | ---- | ----- |
| 1. | Vereinigte Staaten | 5  | 4 | 1 | 0 | 18:07 | +11  | 09:01 |
| 2. | Schweden           | 5  | 3 | 2 | 0 | 22:11 | +11  | 08:02 |
| 3. | Finnland           | 5  | 3 | 1 | 1 | 22:11 | +11  | 07:03 |
| 4. | Deutschland        | 5  | 2 | 0 | 3 | 11:12 | −01  | 04:06 |
| 5. | Italien            | 5  | 1 | 0 | 4 | 18:24 | −06  | 02:08 |
| 6. | Polen              | 5  | 0 | 0 | 5 | 04:30 | −24  | 00:10 |

#### Gruppe B
| 8. Februar 1992 | Frankreich | 2:3 (1:1, 0:2, 1:0) | Kanada | Palais de Glaces, Méribel |

| 8. Februar 1992 | Tschechoslowakei | 10:1 (4:0, 5:1, 1:0) | Norwegen | Palais de Glaces, Méribel |

| 8. Februar 1992 | Vereintes Team | 8:1 (3:0, 3:0, 2:1) | Schweiz | Palais de Glaces, Méribel |

| 10. Februar 1992 | Vereintes Team | 8:1 (3:0, 2:0, 3:1) | Norwegen | Palais de Glaces, Méribel |

| 10. Februar 1992 | Frankreich | 4:6 (2:0, 1:4, 1:2) | Tschechoslowakei | Palais de Glaces, Méribel |

| 10. Februar 1992 | Kanada | 6:1 (1:0, 4:0, 1:1) | Schweiz | Palais de Glaces, Méribel |

| 12. Februar 1992 | Kanada | 10:0 (3:0, 3:0, 4:0) | Norwegen | Palais de Glaces, Méribel |

| 12. Februar 1992 | Frankreich | 4:3 (1:2, 2:1, 1:0) | Schweiz | Palais de Glaces, Méribel |

| 12. Februar 1992 | Vereintes Team | 3:4 (1:2, 1:0, 1:2) | Tschechoslowakei | Palais de Glaces, Méribel |

| 14. Februar 1992 | Frankreich | 0:8 (0:2, 0:4, 0:2) | Vereintes Team | Palais de Glaces, Méribel |

| 14. Februar 1992 | Schweiz | 6:3 (0:1, 1:1, 5:1) | Norwegen | Palais de Glaces, Méribel |

| 14. Februar 1992 | Kanada | 5:1 (1:0, 2:1, 2:0) | Tschechoslowakei | Palais de Glaces, Méribel |

| 16. Februar 1992 | Frankreich | 4:2 (1:0, 0:0, 3:2) | Norwegen | Palais de Glaces, Méribel |

| 16. Februar 1992 | Tschechoslowakei | 4:2 (1:1, 1:1, 2:0) | Schweiz | Palais de Glaces, Méribel |

| 16. Februar 1992 | Vereintes Team | 5:4 (3:2, 1:0, 1:2) | Kanada | Palais de Glaces, Méribel |

Abschlusstabelle
| Pl | Mannschaft       | Sp | S | U | N | Tore  | Diff | Pkt.  |
| -- | ---------------- | -- | - | - | - | ----- | ---- | ----- |
| 1. | Kanada           | 5  | 4 | 0 | 1 | 28:09 | +19  | 08:02 |
| 2. | Vereintes Team   | 5  | 4 | 0 | 1 | 32:10 | +22  | 08:02 |
| 3. | Tschechoslowakei | 5  | 4 | 0 | 1 | 25:15 | +10  | 08:02 |
| 4. | Frankreich       | 5  | 2 | 0 | 3 | 14:22 | −08  | 04:06 |
| 5. | Schweiz          | 5  | 1 | 0 | 4 | 13:25 | −12  | 02:08 |
| 6. | Norwegen         | 5  | 0 | 0 | 5 | 07:38 | −31  | 00:10 |

### Platzierungsspiele um die Plätze 9–12
1. Runde
| 18. Februar 1992 | Italien | 3:5 (1:1, 1:2, 1:2) | Norwegen | Palais de Glaces, Méribel |

| 18. Februar 1992 | Schweiz | 7:2 (1:0, 2:2, 4:0) | Polen | Palais de Glaces, Méribel |

Spiel um Platz 11
| 20. Februar 1992 | Italien | 1:4 (0:3, 1:0, 0:1) | Polen | Palais de Glaces, Méribel |

Spiel um Platz 9
| 20. Februar 1992 | Schweiz | 2:5 (0:2, 1:0, 1:3) | Norwegen | Palais de Glaces, Méribel |

### Viertelfinale
Spannend gestaltete sich die Viertelfinal-Partie zwischen Kanada und Deutschland. Ernst Köpf gelang im letzten Drittel 2:24 Minuten vor Schluss der Ausgleich zum 3:3. Dieser Treffer bedeutete zugleich den Endstand nach 60 Minuten und führte zu einer zehnminütigen Verlängerung, die keine weiteren Tore brachte. Erstmals in der Olympiageschichte erfolgte ein Penalty-Schießen. Auch die ersten fünf Schützen für jedes Team brachten keine Entscheidung. Eric Lindros brachte Kanada anschließend mit einem verwandelten Penalty 6:5 in Führung, während Peter Draisaitl den Puck zwar zwischen die Beine von Keeper Sean Burke brachte, dieser jedoch unmittelbar auf der Torlinie stehen blieb. Die Schiedsrichter entschieden auf kein Tor und Kanada erreichte das Halbfinale gegen die Tschechoslowakei.
| 18. Februar 1992 17:00 Uhr | Kanada J. Juneau (9:38) B. Schlegel (20:28) K. Dahl (53:54) E. Lindros (PS) | 4:3 n. P. (1:2, 1:0, 1:1, 0:0, 1:0) | Deutschland J. Rumrich (12:40) D. Hegen (16:34) E. Köpf (57:38) | Palais des Glaces, Méribel Zuschauer: 5.500 |

| 18. Februar 1992 21:00 Uhr | Frankreich S. Barin (11:01) | 1:4 (1:0, 0:3, 0:1) | USA K. Tkachuk (25:43) T. Donato (28:13) T. Donato (31:29) M. McInnis (46:29) | Palais des Glaces, Méribel Zuschauer: 6.100 (ausverkauft) |

| 19. Februar 1992 17:00 Uhr | Vereintes Team N. Borschtschewski (5:42) A. Chomutow (17:36) J. Chmyljow (34:50) W. Malachow (37:12) W. Bykow (47:21) S. Petrenko (58:35) | 6:1 (2:1, 2:0, 2:0) | Finnland P. Tuomisto (8:25) | Palais des Glaces, Méribel Zuschauer: 6.100 (ausverkauft) |

| 19. Februar 1992 21:00 Uhr | Schweden M. Johansson (5:00) | 1:3 (1:1, 0:0, 0:2) | Tschechoslowakei D. Kadlec (18:46) O. Janecký (53:05) P. Augusta (57:43) | Palais des Glaces, Méribel Zuschauer: 6.100 (ausverkauft) |

### Platzierungsspiele um die Plätze 5–8
1. Runde
| 20. Februar 1992 | Frankreich | 4:5 (0:1, 3:3, 1:1) | Deutschland | Palais de Glaces, Méribel |

| 20. Februar 1992 | Schweden | 3:2 (2:0, 1:1, 0:1) | Finnland | Palais de Glaces, Méribel |

Spiel um Platz 7
| 22. Februar 1992 | Frankreich | 1:4 (0:0, 0:2, 1:2) | Finnland | Palais de Glaces, Méribel |

Spiel um Platz 5
| 22. Februar 1992 | Schweden | 4:3 (0:2, 1:0, 3:1) | Deutschland | Palais de Glaces, Méribel |

### Halbfinale
| 21. Februar 1992 17:00 Uhr | Kanada D. Hannan (1:58) D. Archibald (10:43) C. Giles (43:59) F. Joseph (57:48) | 4:2 (2:1, 0:1, 2:0) | Tschechoslowakei R. Švehla (19:52) P. Augusta (23:22) | Palais des Glaces, Méribel Zuschauer: 6.100 (ausverkauft) |

| 21. Februar 1992 21:00 Uhr | Vereintes Team A. Kowaljow (11:08) W. Bykow (15:36) A. Chomutow (50:55) J. Chmyljow (54:08) J. Dawydow (57:09) | 5:2 (2:1, 0:1, 3:0) | USA S. Hill (12:09) M. McInnis (38:28) | Palais des Glaces, Méribel Zuschauer: 6.100 (ausverkauft) |

### Spiel um Platz 3
| 22. Februar 1992 21:00 Uhr | Tschechoslowakei F. Procházka (16:12) T. Jelínek (17:23) K. Kašťák (25:51) T. Jelínek (42:38) R. Lang (43:42) R. Lang (55:59) | 6:1 (2:0, 1:0, 3:1) | USA T. Drury (46:55) | Palais des Glaces, Méribel Zuschauer: 6.100 (ausverkauft) |

### Finale
Das Finale zwischen dem Vereinten Team und Kanada wurde nach zwei torlosen Dritteln erst in der Schlussphase entschieden. Die Mannschaft der ehemaligen Sowjetrepubliken, die aufgrund der politischen Veränderungen zahlreiche Spitzenspieler in die NHL verloren hatte und gegenüber 1988 stark verjüngt war, gewann schließlich mit 3:1.
| 23. Februar 1992 14:30 Uhr | Vereintes Team W. Buzajew (41:01) I. Boldin (55:54) W. Bykow (58:51) | 3:1 (0:0, 0:0, 3:1) | Kanada C. Lindberg (57:20) | Palais des Glaces, Méribel Zuschauer: 6.100 (ausverkauft) |

### Beste Scorer
Als bester Scorer ging der kanadische Stürmer Joé Juneau aus dem Turnier hervor. Er verbuchte in acht Spielen 15 Punkte und lag damit einen Punkt vor Andrei Chomutow, der zusammen mit Teemu Selänne die Torjägerwertung anführte. Juneau  war zudem mit neun Assists der beste Torvorbereiter des Wettbewerbs. Der punktbeste Abwehrspieler des Turniers wurde der Schwede Börje Salming, der vier Tore erzielte und drei Torvorlagen gab.
Abkürzungen: Sp = Spiele, T = Tore, V = Vorlagen, Pkt = Punkte, SM = Strafminuten; Fett: Turnierbestwert
| Spieler                 | Team             | Sp | T | V | Pkt | SM |
| ----------------------- | ---------------- | -- | - | - | --- | -- |
| Joé Juneau              | Kanada           | 8  | 6 | 9 | 15  | 4  |
| Andrei Chomutow         | Vereintes Team   | 8  | 7 | 7 | 14  | 2  |
| Robert Lang             | Tschechoslowakei | 8  | 5 | 8 | 13  | 8  |
| Teemu Selänne           | Finnland         | 6  | 7 | 4 | 11  | 6  |
| Eric Lindros            | Kanada           | 8  | 5 | 6 | 11  | 6  |
| Hannu Järvenpää         | Finnland         | 8  | 5 | 6 | 11  | 14 |
| Wjatscheslaw Bykow      | Vereintes Team   | 8  | 4 | 7 | 11  | 0  |
| Juri Chmyljow           | Vereintes Team   | 8  | 4 | 6 | 10  | 4  |
| Mika Nieminen           | Finnland         | 8  | 4 | 6 | 10  | 4  |
| Nikolai Borschtschewski | Vereintes Team   | 8  | 7 | 2 | 9   | 0  |

### Beste Torhüter
Unter den Torhütern wies der US-Amerikaner Ray LeBlanc mit 94,3 Prozent abgewehrten Torschüssen die beste Fangquote auf beendete zwei Spiele ohne Gegentreffer (Shutout). Michail Schtalenkow erreichte mit 1,64 den niedrigsten Gegentorschnitt pro Spiel.
Abkürzungen: Sp = Spiele, Min = Eiszeit (in Minuten), GT = Gegentore, SO = Shutouts, GAA = Gegentorschnitt, Sv% = Fangquote; Fett: Turnierbestwert
| Spieler             | Team               | Sp | Min | GT | SO | GAA  | Sv%  |
| ------------------- | ------------------ | -- | --- | -- | -- | ---- | ---- |
| Michail Schtalenkow | Vereintes Team     | 8  | 440 | 14 | 1  | 1,64 | 91,8 |
| Helmut de Raaf      | Deutschland        | 4  | 250 | 8  | 1  | 1,92 | 93,3 |
| Ray LeBlanc         | Vereinigte Staaten | 8  | 463 | 17 | 2  | 2,20 | 94,3 |
| Sean Burke          | Kanada             | 7  | 429 | 17 | 0  | 2,37 | 93,7 |
| Tommy Söderström    | Schweden           | 5  | 298 | 13 | 0  | 2,61 | 83,8 |
| Petr Bříza          | Tschechoslowakei   | 7  |     | 15 | 0  | 2,72 | 90,3 |
| Petri Ylönen        | Frankreich         | 7  |     | 17 | 0  | 3,89 | 84,4 |
| Renato Tosio        | Schweiz            | 6  |     | 24 | 0  | 4,01 | 87,2 |

### All-Star-Team
| Angriff:      | Håkan Loob – Wjatscheslaw Bykow – Eric Lindros |
| Verteidigung: | Igor Krawtschuk – Dmitri Mironov               |
| Tor:          | Ray LeBlanc                                    |

## Abschlussplatzierung und Kader der Mannschaften
| Platzierung    | Mannschaft       | Spieler |
| -------------- | ---------------- | --- |
| Goldmedaille   | Vereintes Team   | Nikolai Chabibulin, Michail Schtalenkow, Andrei Trefilow – Sergei Bautin, Dmitri Juschkewitsch, Wladimir Malachow, Dmitri Mironow, Darius Kasparaitis, Igor Krawtschuk, Alexei Schitnik, Sergei Subow – Igor Boldin, Nikolai Borschtschewski, Wjatscheslaw Buzajew, Wjatscheslaw Bykow, Juri Chmyljow, Andrei Chomutow, Jewgeni Dawydow, Andrei Kowalenko, Alexei Kowaljow, Sergei Petrenko, Witali Prochorow, Alexei Schamnow Trainerstab: Wiktor Tichonow, Wladimir Jursinow, Igor Dmitrijew |
| Silbermedaille | Kanada           | Sean Burke, Trevor Kidd, Sam St. Laurent – Kevin Dahl, Curt Giles, Gordon Hynes, Adrien Plavsic, Dan Ratushny, Brad Schlegel, Brian Tutt, Jason Woolley – Dave Archibald, Todd Brost, Dave Hannan, Fabian Joseph, Joé Juneau, Patrick Lebeau, Chris Lindberg, Eric Lindros, Kent Manderville, Wally Schreiber, Randy Smith, Dave Tippett Trainerstab: Dave King, Tom Renney, Terry Crisp, Wayne Fleming                                                                                        |
| Bronzemedaille | Tschechoslowakei | Petr Bříza, Jaromír Dragan, Oldřich Svoboda – Leo Gudas, Drahomír Kadlec, Bedřich Ščerban, Jiří Šlégr, Richard Šmehlík, Róbert Švehla – Patrick Augusta, Miloslav Hořava, Petr Hrbek, Otakar Janecký, Tomáš Jelínek, Kamil Kašťák, Robert Lang, Igor Liba, Ladislav Lubina, František Procházka, Petr Rosol, Radek Ťoupal, Peter Veselovský, Richard Žemlička Trainerstab: Ivan Hlinka, Jaroslav Walter                                                                                        |
| 4              | USA              | Ray LeBlanc, Scott Gordon – Greg Brown, Guy Gosselin, Bret Hedican, Dave Tretowicz, Sean Hill, Scott Lachance, Moe Mantha – Scott Young, Shawn McEachern, Joe Sacco, Clark Donatelli, C. J. Young, Tim Sweeney, Steve Heinze, Ted Donato, Marty McInnis, Jim Johannson, Ted Drury, Keith Tkachuk, David Emma Trainerstab: Dave Peterson, Jeff Sauer |
| 5              | Schweden         | Roger Nordström, Tommy Söderström – Tommy Sjödin, Peter Andersson, Peter Andersson, Börje Salming, Kenneth Kennholt, Fredrik Stillman – Petri Liimatainen, Håkan Loob, Thomas Rundqvist, Mats Näslund, Lars Edström, Bengt-Åke Gustafsson, Patrik Carnbäck, Jan Viktorsson, Charles Berglund, Mikael Johansson, Peter Ottosson, Patrik Erickson, Daniel Rydmark, Patric Kjellberg Trainerstab: Conny Evensson, Curt Lindström                                                                  |
| 6              | Deutschland      | Karl Friesen, Helmut de Raaf, Joseph Heiß – Mike Heidt, Udo Kießling, Rick Amann, Uli Hiemer, Mike Schmidt – Jörg Mayr, Andreas Niederberger, Ron Fischer, Michael Rumrich, Georg Holzmann, Jürgen Rumrich, Bernd Truntschka, Gerd Truntschka, Dieter Hegen, Ernst Köpf, Peter Draisaitl, Andreas Brockmann, Raimund Hilger, Thomas Brandl, Axel Kammerer Trainerstab: Luděk Bukač, Franz Reindl                                                                                               |
| 7              | Finnland         | Jukka Tammi, Markus Ketterer, Sakari Lindfors – Timo Jutila, Kari Eloranta, Ville Sirén, Arto Ruotanen, Simo Saarinen – Timo Blomqvist, Janne Laukkanen, Harri Laurila, Teemu Selänne, Hannu Järvenpää, Mika Nieminen, Mikko Mäkelä, Petri Skriko, Pekka Tuomisto, Jari Lindroos, Raimo Helminen, Raimo Summanen, Keijo Säilynoja, Timo Saarikoski, Timo Peltomaa Trainerstab: Pentti Matikainen, Sakari Pietilä                                                                               |
| 8              | Frankreich       | Petri Ylönen, Jean-Marc Djian, Fabrice Lhenry – Serge Poudrier, Stéphane Botteri, Denis Perez, Bruno Saunier, Michel LeBlanc – Jean-Philippe Lemoine, Gérald Guennelon, Christophe Ville, Stéphane Barin, Peter Almásy, Philippe Bozon, Patrick Dunn, Benoît Laporte, Antoine Richer, Arnaud Briand, Yves Crettenand, Christian Pouget, Pierre Pousse, Michaël Babin, Pascal Margerit Trainerstab: Kjell Larsson, Marc Peythieu                                                                |
| 9              | Norwegen         | Steve Allman, Jim Marthinsen, Rob Schistad – Petter Salsten, Jon-Magne Karlstad, Tommy Jakobsen, Morgan Andersen – Martin Friis, Jan-Roar Fagerli, Kim Søgaard, Marius Rath, Ole Eskild Dahlstrøm, Geir Hoff, Eirik Paulsen, Tom Johansen, Petter Thoresen, Erik Kristiansen, Carl Gunnar Gundersen, Ørjan Løvdal, Jarle Friis, Arne Billkvam, Rune Gulliksen, Øystein Olsen Trainerstab: Bengt Ohlson, Tore Jobs                                                                              |
| 10             | Schweiz          | Reto Pavoni, Manuele Celio – Renato Tosio, Samuel Balmer, Sandro Bertaggia, Sven Leuenberger, Patrice Brasey, Doug Honegger – Dino Kessler, Andreas Beutler, André Künzi, Jörg Eberle, Fredy Lüthi, Andy Ton, Patrick Howald, Gil Montandon, Thomas Vrabec, Mario Brodmann, Mario Rottaris, Keith Fair, André Rötheli, Peter Jaks Trainerstab: Juhani Tamminen, Bryan Lefley |
| 11             | Polen            | Gabriel Samolej, Marek Batkiewicz, Mariusz Kieca, Kazimierz Jurek, Henryk Gruth, Rafał Sroka, Robert Szopiński, Dariusz Garbocz, Marek Cholewa, Jerzy Sobera, Andrzej Kądziołka, Krzysztof Kuźniecow, Andrzej Świstak, Mariusz Puzio, Janusz Hajnos, Mirosław Tomasik, Waldemar Klisiak, Dariusz Płatek, Janusz Adamiec, Krzysztof Bujar, Mariusz Czerkawski, Wojciech Tkacz, Sławomir Wieloch                                                                                                 |
| 12             | Italien          | David Delfino, Diego Riva, Mike Zanier – Jim Camazzola, Anthony Circelli, Georg Comploi, Michael De Angelis, Bob Manno, Giovanni Marchetti, Robert Oberrauch, Bill Stewart – Joe Foglietta, Bob Ginnetti, Emilio Iovio, Rick Morocco, Frank Nigro, Santino Pellegrino, Marco Scapinello, Martino Soracreppa, Lucio Topatigh, John Vecchiarelli, Ivano Zanatta, Bruno Zarrillo Trainer: Gene Ubriaco                                                                                            |